# 산타크루스 (칠레)
산타크루스(스페인어: Santa Cruz)는 칠레 리베르타도르헤네랄베르나르도오이긴스 주 콜차과 현의 코무나이다.